# История экономики ЮАР

Исторический ВВП на душу населения ЮАР

Территория Южной Африки до прибытия европейцев в XV веке, была заселена племенами банту, готтентотами и бушменами. На севере, в центре и на востоке Южной Африки банту владели землями, система землепользования была общинной, управлялась вождями. На своих территориях банту пасли скот и богатство измерялось количеством животных у каждого хозяина. С ростом численности населения банту мигрировали в другие регионы Южной Африки, иногда тесня бушменов и готтентотов.
В Южной и Западной части Южной Африки жили бушмены-сан, вели кочевой образ жизни и были охотниками. Народность хойхой-готтентоты практиковали пастушеское хозяйство, как и банту.

## Начало европейской колонизации
В 1652 году в Кейптауне основано европейское поселение. Поселение предполагалось использовать как стоянку для кораблей для пополнения запасов свежей воды, овощей и фруктов. Голландская Ост-Индская компания постоянно держала суда на маршруте между Индонезией и Голландией, им требовался стояночный порт. Голландцы стали разводить под Кейптауном сады у подножия Столовой горы и выменивала скот и хойхой-готтентотов для снабжения мясом людей на кораблях. С бушменами-сан возникали конфликты, они, будучи охотниками и собирателями, с трудом признавали обыденные для голландцев заборы, границы и правила. Голландцы ответили на нарушения бушменами границ — они выслали часть бушменов в пустыню Калахари. Попутно бушмены заболели европейскими болезнями и стали вымирать, как ранее вымирали индейцы Южной и Северной Америки.
Одновременно у банту назрел земельный голод — европейцы стали мигрировать на восток от Кейптауна и вступали с ними в конфликты. В промежутках между конфликтами стала развиваться торговля между европейцами и аборигенами, начало формироваться чернокожее зависимое от плантаторов крестьянство.
Европейцы стали привозить рабов с Малайских островов — ремесленников. Они были в основном специалистами по пошиву одежды, и до сих пор в ЮАР одна из основных отраслей — это текстильная. Гугеноты, преследуемые во Франции, бежали в Южную Африку и привезли с собой навыки по производству вина. Немцы и англичане привезли навыки в промышленности и зародили целые отрасли, также они сильно улучшили ведение сельского хозяйства. Но рабовладение не было эффективнее, чем труд нанятых работников, голландские поселенцы показывали намного бо́льшие результаты, сказывалась личная заинтересованность и ненужность охраны для таких работающих. Рабов всё-таки продолжили использовать на винодельческих плантациях, и это существенно увеличило богатство плантаторов как класса.
В провинции Наталь, принадлежавшей Великобритании, стали выращивать сахарный тростник, а работников привезли из Индии.
Сами зулусы в ЮАР практиковали рабство внутри племён — они принуждали молодых зулусов быть воинами и скотоводами. В общем развитии Южной Африки играло роль смешение языков и сложился язык африкаанс, он стал языком фермеров и простых горожан. Английский язык стал языком торговцев и в целом бизнеса. В итоге промышленные и торговые работники говорили на английском, фермеры и горожане вне означенных отраслей — на африкаанс.
Африканеры образовали две независимые внутренние республики: Южно-Африканскую Республику (ЗАР, Трансвааль) и Оранжевую Вристаатскую Республику (Оранжевое Свободное Государство). На побережье британцы оккупировали Капскую колонию и Наталь.
Открытие алмазов в Капской провинции в 1866 году и открытие золота двадцатью годами позже на Витватерсранде в Трансваале трансформировало экономику и привлекло значительный иностранный интерес. Последовавшая за этим алмазная и золотая лихорадка привела к дальнейшим миграциям целого ряда национальностей, в том числе горняков Корнуолла и восточноевропейских евреев.
Британцы вторглись в Оранжевое свободное государство и Трансвааль и взяли их под британский контроль, объединив четыре провинции в Южно-Африканском Союзе в 1910 году.
Но, возможно, наибольшее влияние оказал приток международного капитала для финансирования горнодобывающих операций, в том числе приход Сесила Джона Родса, который сформировал «De Beers» и англо-американскую компанию. В эпоху африканской колонизации, благодаря своему большому количеству золотых и алмазных рудников, Южная Африка привлекала большую часть (55,8 %) иностранных инвестиций на весь Африканский континент.

## Республики Буров
Буры — африканеры создали две республики — Оранжевое свободное государство и Южно-Африканскую Республику. Британия оккупировала Капскую колонию и Наталь. В Капской провинции в 1866 открыли месторождения алмазов, в 1886 нашли золото в ЮАР, начался резкий приток иностранного капитала. Последовали алмазная и золотая лихорадки, приток рабочих-мигрантов резко возрос, включая евреев из Восточной Европы и горных рабочих из Корнуолла. Следом Великобритания начала войну, вторглась в ЮАР и установила контроль над республикой, создав Южно-Африканский Союз в 1910 году. В эпоху колонизации Южная Африка привлекала до 55 % всех инвестиций, идущих в Африку.

## Труд иностранных рабочих
До прихода европейцев горнодобывающей промышленности банту и бушмены не знали. Опытных кадров, таким образом, среди местного населения не было, начался активный завоз рабочих рук. В 1894 году закон Глена Рея обязывал уплачивать налоги только деньгами, многие мелкие фермеры не имели таких доходов и пошли работать на шахты. Затем так же стали поступать и с чернокожим населением — мужчины работали вахтами, оставляя семьи дома. Завозили рабочих из Замбии, Зимбабве, Малави, Мозамбика, это позволяло демпинговать количеством рабочих рук и не повышать зарплату местным жителям.
Рудники в ЮАР имеют большую глубину, опасные в работе и сложные в обслуживании. Это вело к тому, что компании, ставшие к тому моменту единым картелем, старались снижать затраты любыми способами. Но в плане чернокожих работников именно компании горнодобывающего сектора хотели обучить их квалифицированной работе, однако натолкнулись на агрессию со стороны белокожих шахтёров. Возник конфликт 1922 года в центре золотодобычи Витватерсранд. Восстание жестоко подавили, часть белых шахтёров повесили.
Трудное положение фермеров и их вынужденный труд на шахтах объяснялся тем, что многие африканеры работали на своих фермах, но отдавали оплату за ферму в виде части урожая. С наступлением великой депрессии и одновременно с засухой много ферм разорилось, фермы скупали более богатые люди, началось укрупнение хозяйств, а бывшие фермеры оставались вообще без жилья и земли. Начался отток сельского населения в сторону городов, где белокожие рабочие конкурировали с чернокожими. На этом фоне в 1932 году была основана Комиссия по проблеме белых в Южной Африке, её работа послужила основой для действий государства, бедность среди белых снизилась, но одновременно эта система помощи послужила основой для будущего апартеида, когда помощь оказывалась по принадлежности к расе, а не к бедному слою населения. К тому же чернокожие были лишены права голоса на выборах и никак не могли избрать политиков, ставших бы на защиту их интересов.

## Нарастание давления африкаанс
С 1920 года европейцы начали активно развивать партию африканерского национализма. Данная партия, пользуясь поддержкой избирателей, вводила санкции против тех фирм, которые нанимали людей, не говорящих на африкаанс. В том числе их лишали государственных контрактов. Были национализированы целые отрасли промышленности, где все рабочие места доставались только белокожим, к примеру, сталелитейная и железные дороги. В 1930-1940-е годы прошла индустриализация, основанная на больших запасах ресурсов в Южной Африке — алмазы, золото, железная руда, уголь. Сельское хозяйство потеряло своё ведущее значение для промышленности. Бывшие фермеры, сумевшие выбиться в плане финансов наверх, постепенно стали доминирующим слоем в финансовых и банковских организациях и говорили в основном на африкаанс, а англоговорящие, так же как и раньше, доминировали в промышленности и бизнесе.

## Апартеид
В 1948 году почва для апартеида была готова и правительство ввело политику в этом направлении официально. К власти пришла Национальная партия и в течение 20 лет африканеры стали резко подниматься в социальном статусе, в ущерб другим языковым и этническим группам населения. Это основывалось на продолжавшееся политике преференций для африканеров в сфере работы в промышленности и финансах. Положительная сторона — начиная с 1960-х ЮАР была единственной развитой страной Африки по критериям ООН. В этот период ЮАР произвела в 2 раза больше электроэнергии и в 6 раз больше стали, чем вся остальная Африка вместе взятая. ЮАР также доминировала в горнодобывающей отрасли — 43 % всего объёма добычи полезных ископаемых в Африке. Но весь тяжёлый труд на шахтах и горнообогатительных комбинатах выполняли не африканеры, а приезжие работники из Малави, Лесото, Мозамбика и чернокожие жители ЮАР. Этим людям платили минимальную зарплату, условия труда были примитивные и суровые. Правительство ЮАР признавало, что дешёвая рабсила, состоящая из чернокожих, является решающим фактором для экономического успеха ЮАР.
Всех, кого не признавали белокожим населением, заставляли посещать строго определённые места отдыха, на работу их брали только по принципу расовой принадлежности. Эту политику молчаливо поддерживали и англоговорящие жители ЮАР. Из-за закона о земле от 1913 года чернокожее население было оттеснено со своей земли на окраины городов, туда, где не было школ и больниц. Появились целые районы, где население было безграмотным, нищим, неквалифицированным. Система образования на языках банту, которую продвигали африканеры-националисты, исключала обучение негроидного населения по стандартной программе, школы заведомо учили детей по сниженным критериям, постулировалась невозможность обучения чернокожих до уровня квалифицированных специалистов.

### Бизнес как опора апартеида
Система апартеида была выгодна для промышленности, которая управлялась в основном англоговорящими жителями ЮАР. Бесправное положение чернокожих рабочих, невозможность официальных забастовок и создания профсоюзов делали бизнес сверхприбыльным, и промышленники одобряли апартеид. Профсоюзы для чернокожих жителей были разрешены только в 1970-х.

### Санкции против ЮАР
Международное давление из-за режима апартеида нарастало и закончилось разнообразными санкциями. Их начало идёт с 1962 года когда ООН приняла резолюцию о борьбе с апартеидом. Постепенно давление нарастало, вплоть до запрета ввоза в ЮАР нефти, ЮАР из за этого пошла по пути Германии во время второй мировой и стала делать бензин из угля. Наиболее разрушительный эффект начался когда ЮАР отрезали от инвестиционных фондов и запретили бизнесменам из ЮАР инвестиции в другие страны.
Это имело обратную сторону — ЮАР был крупным поставщиком золота и санкции стимулировали рост цены на драгоценный металл и пик пришёлся на 1980-е. Эта ситуация сделала невыгодным систему апартеида для промышленной элиты.
С 1984 года, когда США также ввели полноценные санкции и ограничения на движения финансов в отношении ЮАР, начался мощный отток капитала. С 1980 по 1985 было потеряно 9 миллиардов долларов на уровень цен того времени. Это вызвало падение курса валюты ЮАР — рэнда. Падение курса означало удорожание импортных товаров и следом из-за этого началась инфляция по 12-15 % в год. Правительство Найта в ЮАР с 1985 ввело запрет на выплату долга, капитал было запрещено выводить из страны

## После апартеида
До сих пор остаётся трудноразрешимым вопрос об отнятых у бунту и бушменов землях. В результаты политики апартеида миллионы людей были изгнаны со своей земли из городов в бантустаны. При апартеиде 73 % земель находилось в руках белого населения, причём у европейцев сосредоточилась самая хорошая земля, а бантустанам досталась наименее удобная и пригодная для развития. Процесс возврата земель тем, у кого её отняли назван реституцией и продвигается медленно в силу бюрократической сложности и запутанности. Это вызывает нервозность среди населения и ставит положение сельского хозяйства в шаткое состояние.